# Hungama TV
Pour les articles homonymes, voir hungama.
Hungama TV est une chaîne de télévision indienne destinée à la jeunesse. Elle est diffusée 24 heures sur 24 en langue hindi. La chaîne appartenait avant son rachat par Disney en 2006 à la société United Home Entertainment, une filiale du conglomérat UTV Software Communications.

## Historique
En 2004, UTV Software Communications lance la chaîne.
Le 28 juillet 2006, Disney annonce la signature d'un contrat prévoyant l'achat d'Hungama TV auprès d'UTV pour 30 millions de USD ainsi que l'achat de 14,9 % d'UTV Software Communications pour 15 millions, société qui produit des programmes de télévision, des films d'animation et des films de type Bollywood.
Le 25 novembre 2006, la Walt Disney Company annonce avoir acquis la chaîne pour 31,12 millions de dollars.